# ويس هيرلي
ويس هيرلي (بالإنجليزية: Wes Hurley)‏ هو منتج أفلام ومخرج أمريكي، ولد في 25 مايو 1981 في فلاديفوستوك في روسيا.

## وصلات خارجية
- ويس هيرلي على موقع IMDb (الإنجليزية)
- ويس هيرلي على موقع أول موفي (الإنجليزية)
- ويس هيرلي على موقع قاعدة بيانات الفيلم (الإنجليزية)
- ويس هيرلي على موقع كينوبويسك (الروسية)